# Èurit (fill d'Urà)
Segons la mitologia grega, Èurit (en grec antic Εὔρυτος) va ser un dels gegants, fill d'Urà i de Gea. Va participar en la lluita contra els déus i Dionís el matà d'un cop de tirs.